# Majdy
Majdy (Mojdy, dawniej niem. Mauden) – wieś w Polsce na Warmii położona w województwie warmińsko-mazurskim, w powiecie olsztyńskim, w gminie Stawiguda. W latach 1975–1998 miejscowość administracyjnie należała do województwa olsztyńskiego.

## Historia
Wieś lokowana na prawie pruskim w 1436 r. jako majątek rycerski na 12 włókach, nadanie otrzymał niejaki Mikołaj. W 1534  Kapituła Warmińska zmieniała prawo pruskie na prawo magdeburskie, a w tym czasie majątek był własnością rycerza Bertranda von Borck z Olsztyna, w 1625 właścicielem był Jan Gąsiorowski, a po wojnach szwedzkich 1655–1660 należał do rodziny Bojaneckich.